# هشام عبد الباسط
هشام عبد الباسط عبد الرحمن يوسف محافظ المنوفية الأسبق، مواليد عام 1971، حاصل على ليسانس الحقوق وعلى ليسانس الآداب، وقبل تعيينه في منصب المحافظ كان يشغل منصب رئيس مركز السادات.
حصل على دورات تدريبية من أهمها دورات رسم السياسات واعداد القادة، شغل منصب عضو بالإدارة العامة للرقابة والمراجعة من 1990 حتى 2006, بعدها شغل هشام عبد الباسط منصب نائب رئيس مدينة بركة السبع، ثم رئيس مركز ومدينة السادات.
تم القبض عليه بمدينة السادات بتاريخ 14 يناير 2018 بتهمة الرشوة من رجال أعمال.